# 大城貞俊
大城 貞俊（おおしろ さだとし、1949年 - ）は、沖縄県大宜味村生まれの日本の詩人、作家、沖縄国際大学・沖縄女子短期大学非常勤講師である。
詩誌「EKE」同人、個人詩誌「詩と試論・貘」主宰、現代文学・思想を読む会「グループZO」同人である。

## 来歴
1973年、琉球大学法文学部国語国文学科を卒業した。県立高校教諭、県教育庁県立学校教育課指導主事等を経て、琉球大学教育学部教授に就任した（後に定年退職）。

## 受賞歴
- 1993年、小説『椎の川』で具志川市文学賞受賞。
- 1997年、戯曲『山のサバニ-ヤンバル・パルチザン伝』で第1回沖縄市戯曲大賞受賞。
- 2000年、小説「サーンドクラッシュ」で第31回九州芸術祭文学賞佳作。
- 2005年、詩集『或いは取るに足りない小さな物語』で第28回山之口貘賞受賞。
- 2005年、小説『アトムたちの空』で第2回文の京文芸賞受賞。
- 2012年、小説『別れてぃどいちゅる』で第21回やまなし文学賞佳作。
- 2017年、小説『一九四五年・チムグリサ沖縄』で第34回さきがけ文学賞（主催・さきがけ文学賞渡辺喜恵子基金）受賞[1]。

その他、沖縄タイムス芸術選賞文学部門（小説）大賞、沖縄タイムス教育賞を受賞した。

## 主な著作

### 詩集
- 『夢・夢夢（ぼうぼう）街道』
- 『或いは取るに足りない小さな物語』

### 評論
- 『沖縄・戦後詩人論』
- 『沖縄・戦後詩史』
- 『大城貞俊評論集・多様性と再生力』

### 小説
- 『椎の川』（具志川市文学賞、ISBN 4-0225-6630-2）
- 『山のサバニ』（戯曲「山のサバニ～ヤンバル・パルチザン伝」、第1回沖縄市戯曲大賞、ISBN 4-8909-5102-4）
- 『記憶から記憶へ』（ISBN 4-2860-0260-8）
- 『アトムたちの空』（第2回文の京文芸賞、ISBN 4-0621-3204-4）
- 『一九四五年・チムグリサ沖縄』（秋田魁新報電子版）
- 『カミちゃん、起きなさい!生きるんだよ。』インパクト出版会 (2018/5/1)
- 『六月二十三日 アイエナー沖縄』インパクト出版会 (2018/8/1)
- 『椎の川』 コールサック小説文庫（ 2018/8/7）